# Lucy Kirkwood
Lucy Ann Kirkwood (Leytonstone, ottobre 1974) è una drammaturga e sceneggiatrice britannica.

## Biografia
Ha studiato letteratura inglese all'Università di Edimburgo. Nel 2005 ha scritto la sua prima opera teatrale, Grady Hot Potato, debuttata ad Edimburgo con la stessa Kirkwood nel ruolo della protagonista. Nel 2006 la sua commedia Geronimo andò in scena all'Edinburgh Fringe, mentre l'anno successivo fece il suo debutto londinese con la pièce Guns or Butter in scena all'Union Theatre. Nel 2008 la sua quarta opera teatrale, Tinderbox, è stata allestita al Bush Theatre con Sheridan Smith e Jamie Foreman, mentre alcuni mesi dopo il suo adattamento di Hedda Gabler fu portato in scena al Gate Theatre di Londra. Nel 2010 il suo adattamento in chiave ironica e moderna de La bella e la bestia fu portato in scena al National Theatre con la regia di Katie Mitchell, mentre nel 2012 ottenne un grande successo con NSFW, esordita al Royal Court Theatre con Janie Dee nel cast.
Nel 2013 ottenne il suo più grande successo con il dramma Chimerica, portato al debutto all'Almeida Theatre e successivamente trasferito nel più capiente Harold Pinter Theatre del West End. La pièce ottenne recensioni molto positive e nel 2014 vinse il Laurence Olivier Award alla migliore nuova opera teatrale, il massimo riconoscimento del teatro inglese. Nel novembre 2016 il Royal Court Theatre ospitò la prima del suo dramma The Children, recensito positivamente e riproposto anche a Broadway nel 2017. The Children segnò il debutto a Broadway della Kirkwood e ricevette una candidatura al Tony Award alla migliore opera teatrale. Sempre nel 2017 la sua commedia drammatica Mosquitos fu allestita al National Theatre con il premio Oscar Olivia Colman, mentre nel 2020 il National Theatre ha ospitato la prima del suo dramma The Welkin. Nel 2018 è stata eletta Fellow della Royal Society of Literature per i suoi servizi al teatro britannico.

## Filmografia parziale

### Sceneggiatrice
- Skins - serie TV, 3 episodi (2008-2010)